# Czech Tour 2025
16. ročník etapového cyklistického závodu Czech Tour se konal mezi 14. a 17. srpnem 2025 v Česku. Tento ročník se konal netradičně o měsíc později než předcházející závody.
Závod byl součástí UCI Europe Tour 2025 na úrovni 2.1.  

## Týmy
Závodu se účastnily dva UCI WorldTeamy, tři UCI ProTeamy a 14 UCI Continental týmů.
UCI WorldTeamy
- Soudal–Quick-Step
- Visma–Lease a Bike

UCI ProTeamy
- Equipo Kern Pharma
- Team Solution Tech - Vini Fantini
- Team Novo Nordisk

UCI Continental týmy
- ATT Investments
- Benotti Berthold
- CCACHE x BODYWRAP
- Elkov - Kasper
- Hrinkow Advarics
- Metec - SOLARWATT p/b Mantel
- Pierre Baguette Cycling
- Red Bull - BORA - hansgrohe Rookies
- Team UKYO
- Team United Shipping
- Team Vorarlberg
- TUFO - Pardus Prostějov
- Voster ATS Team CT
- XDS Astana Development Team

## Trasa a etapy
| Etapa         | Datum         | Trasa                     | Vzdálenost    | Typ      | Typ             | Vítěz               |
| ------------- | ------------- | ------------------------- | ------------- | -------- | --------------- | ------------------- |
| 1             | 14. srpna     | Praha – Karlovy Vary      | 163,2 km      |          | Kopcovitá etapa | Luke Lamperti (USA) |
| 2             | 15. srpna     | Pardubice – Dlouhé Stráně | 172,8 km      |          | Horská etapa    | Junior Lecerf (BEL) |
| 3             | 16. srpna     | Prostějov – Ostrava       | 148,4 km      |          | Kopcovitá etapa | Liam Walsh (AUS)    |
| 4             | 17. srpna     | Kroměříž – Pustevny       | 179 km        |          | Horská etapa    | Jannis Peter (GER)  |
| Celková délka | Celková délka | Celková délka             | Celková délka | 663,4 km | 663,4 km        | 663,4 km            |

## Průběžné pořadí
| Etapa          | Vítěz          | Celkové pořadí | Bodovací soutěž | Vrchařská soutěž | Soutěž mladých jezdců | Nejlepší český jezdec | Soutěž týmů             |
| -------------- | -------------- | -------------- | --------------- | ---------------- | --------------------- | --------------------- | ----------------------- |
| 1              | Luke Lamperti  | Luke Lamperti  | Luke Lamperti   | Nicolò Garibbo   | Davide Donati         |                       | Soudal Quick-Step       |
| 2              | Junior Lecerf  | Junior Lecerf  | Junior Lecerf   | Nicolò Garibbo   | Cian Uijtdebroeks     |                       | UKYO                    |
| 3              | Liam Walsh     | Junior Lecerf  | Luke Lamperti   | Nicolò Garibbo   | Cian Uijtdebroeks     |                       | UKYO                    |
| 4              | Jannis Peter   | Junior Lecerf  | Junior Lecerf   | Nicolò Garibbo   | Cian Uijtdebroeks     |                       | Red Bull–Bora–Hansgrohe |
| Konečné pořadí | Konečné pořadí | Junior Lecerf  | Junior Lecerf   | Nicolò Garibbo   | Cian Uijtdebroeks     |                       | Red Bull–Bora–Hansgrohe |